# Горловка (приток Неи)
Горловка — река в России, протекает в Парфеньевском районе Костромской области. Левый приток Неи. Крупнейший правый приток Горловки — река Каменка. Ранее Горловка считалась притоком реки Каменки, впадающей в Нею.

## География
Река Горловка берёт начало в лесах. Течёт на юг мимо деревень Костино, Барское, Ефимово, Ложково Парфеньевского сельского поселения. Впадает в Нею восточнее районного центра Парфеньево в 154 км от устья Неи по левому берегу. Длина реки составляет около 10 км.

## Данные водного реестра
По данным государственного водного реестра России относится к Верхневолжскому бассейновому округу, водохозяйственный участок реки — Унжа от истока и до устья, речной подбассейн реки — Бассей притоков Волги ниже Рыбинского водохранилища до впадения Оки. Речной бассейн реки — (Верхняя) Волга до Куйбышевского водохранилища (без бассейна Оки).
Код объекта в государственном водном реестре — 08010300312110000016201.